# Піл (ліжко)

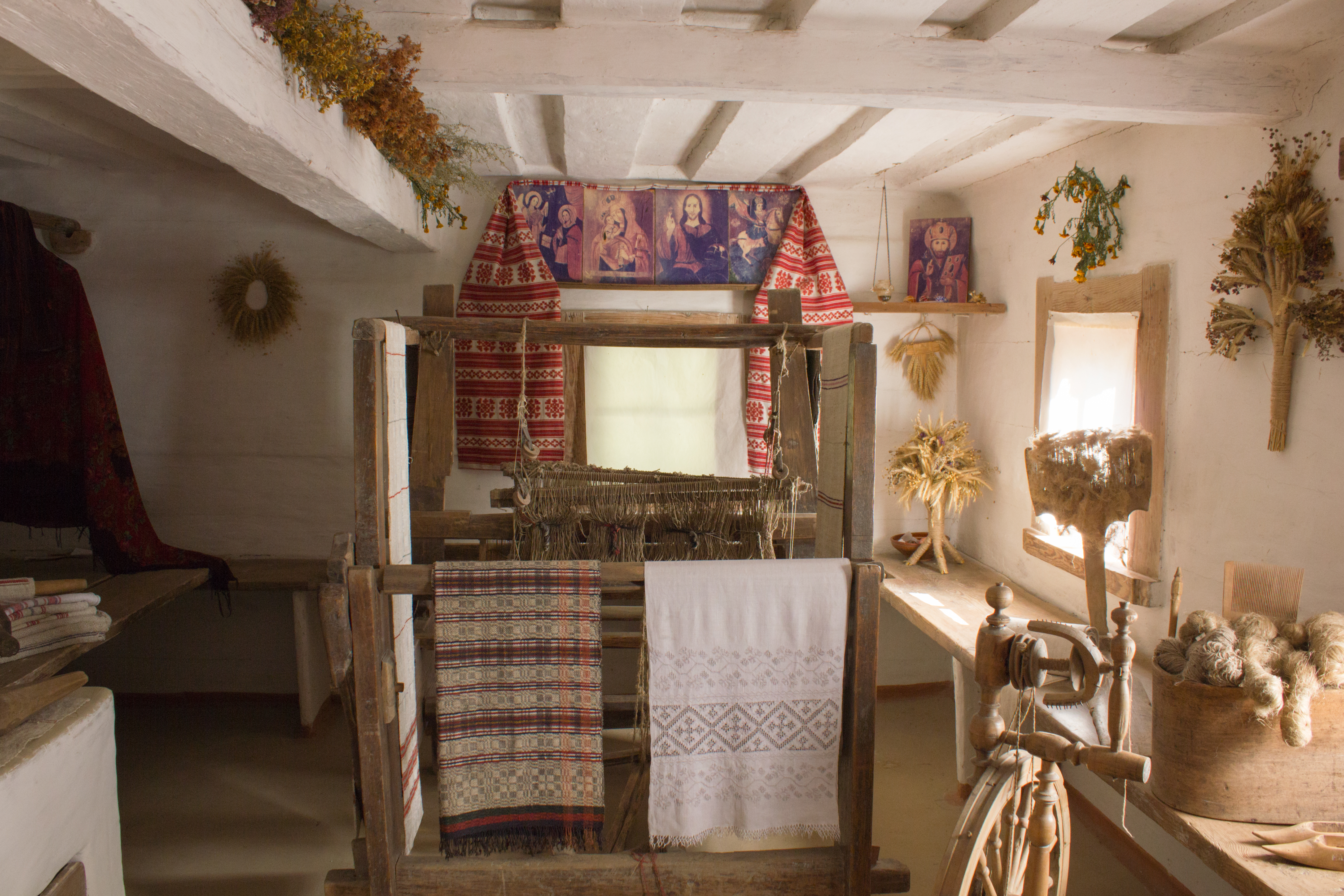
Піл в українській хаті (ліворуч). Черкаська обл., Україна

Піл, по́лик (діал. полаті, біл. пала́ці, палаткі) — місце для спання у традиційних українських, білоруських та російських житлах. Являє собою дерев'яний настил на зразок нар, який встановлюють від печі до протилежної стіни.
Слово «піл» за походженням пов'язане з прасл. *polъ («дошка», «планка», «поміст»). Російська й білоруська назви з'явились, певно, через вплив запозиченого слова палаты, палати (від грец. παλάτιον). «Піл» і «полаті» позначають дещо різні конструкції спального місця, проте, ці слова часто вживають як синоніми.

## Історія

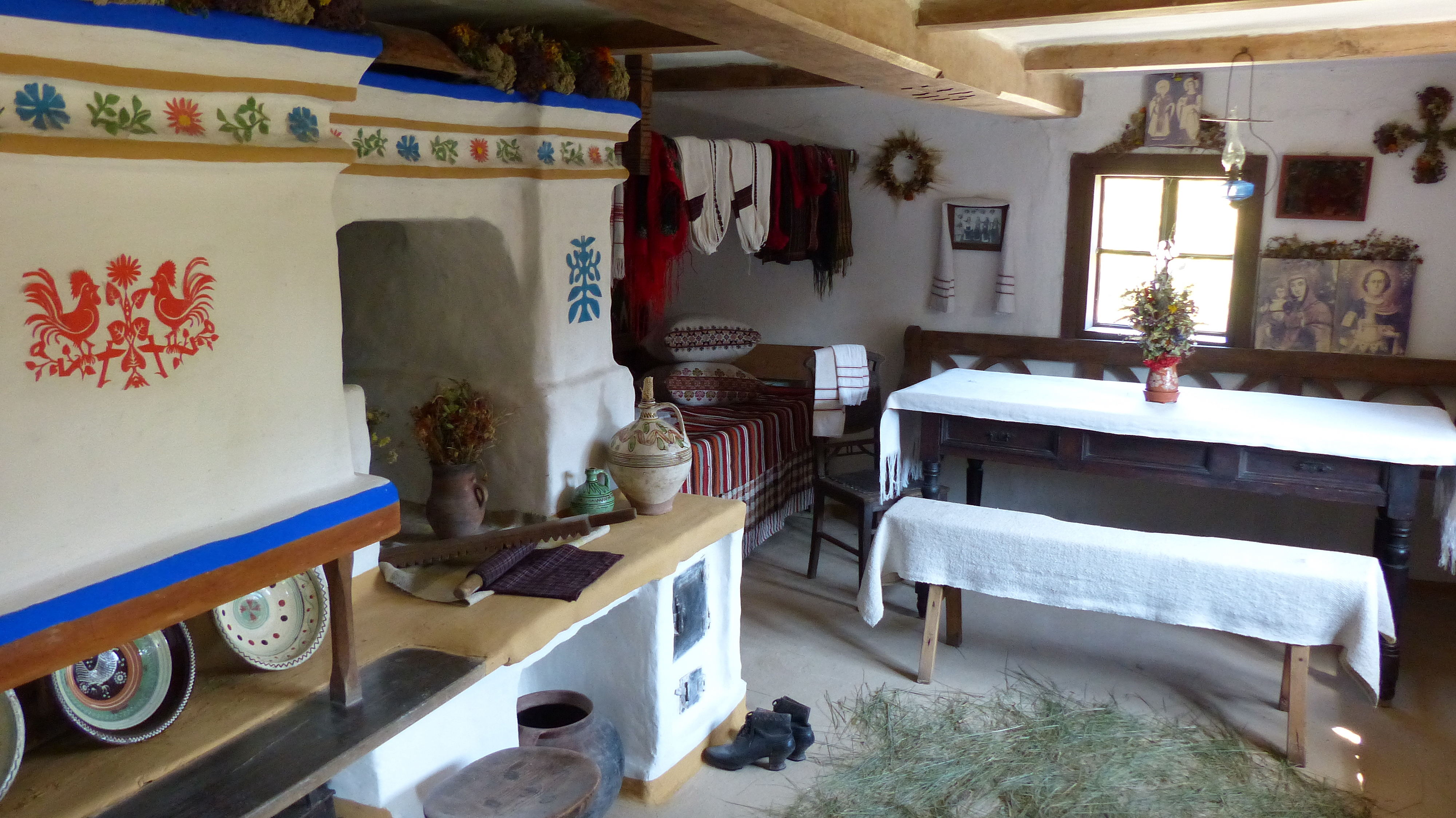
Піл (ліворуч від стола) у хаті з Кам'янець-Подільського району Хмельницької обл. Музей народної архітектури та побуту України

Згідно з археологічними даними, піл з'явився у житлах східних слов'ян у другій половині І тис. н. е. Розкопки у Подніпров'ї підтверджують первісне розташування полу — вздовж напільної стіни від печі до причілкової стіни, північний край полу спирався на дощату стінку, запазовану між двома стовпчиками з південного боку печі. Давні слов'яни піл влаштовували на висоті 0,5-1 м від долівки. Деякі дослідники, ґрунтуючись на даних аналізу конструкції й самому походженні слів піл, полаті, вважають, що первісно такий тип ліжка побутував на півдні східнослов'янських земель і лише у XVII—XVIII ст. поширився на північ.

## В українських оселях
В українських хатах поли влаштовували біля входу. Удень піл слугував місцем для різних побутових речей. На відміну від росіян та білорусів, які робили поли під стелею, українці розміщали піл невисоко від долівки — на висоті біля 1 аршина (70 см). Він влаштовувався таким чином: від нерухомої лави («при́валка») до прибитої на причілковій стіні горизонтальної планки (прибою) на ослонах укладали дошки, попід стіною робили дерев'яний підголовок. Піл, як і лави, застеляли кольоровими килимками або ряднами, що створювало особливий затишок у хаті. Там само лежали такі предмети вжитку, як рубель і качалка, над полом до стелі підвішували жердку для одягу. Задня стіна хати (вздовж якої влаштовували піл), називалася напільною, а все, що знаходилося в напільній стіні, називали «напільним» або «полови́м», наприклад напільне/полове вікно.

## У білоруських і російських оселях

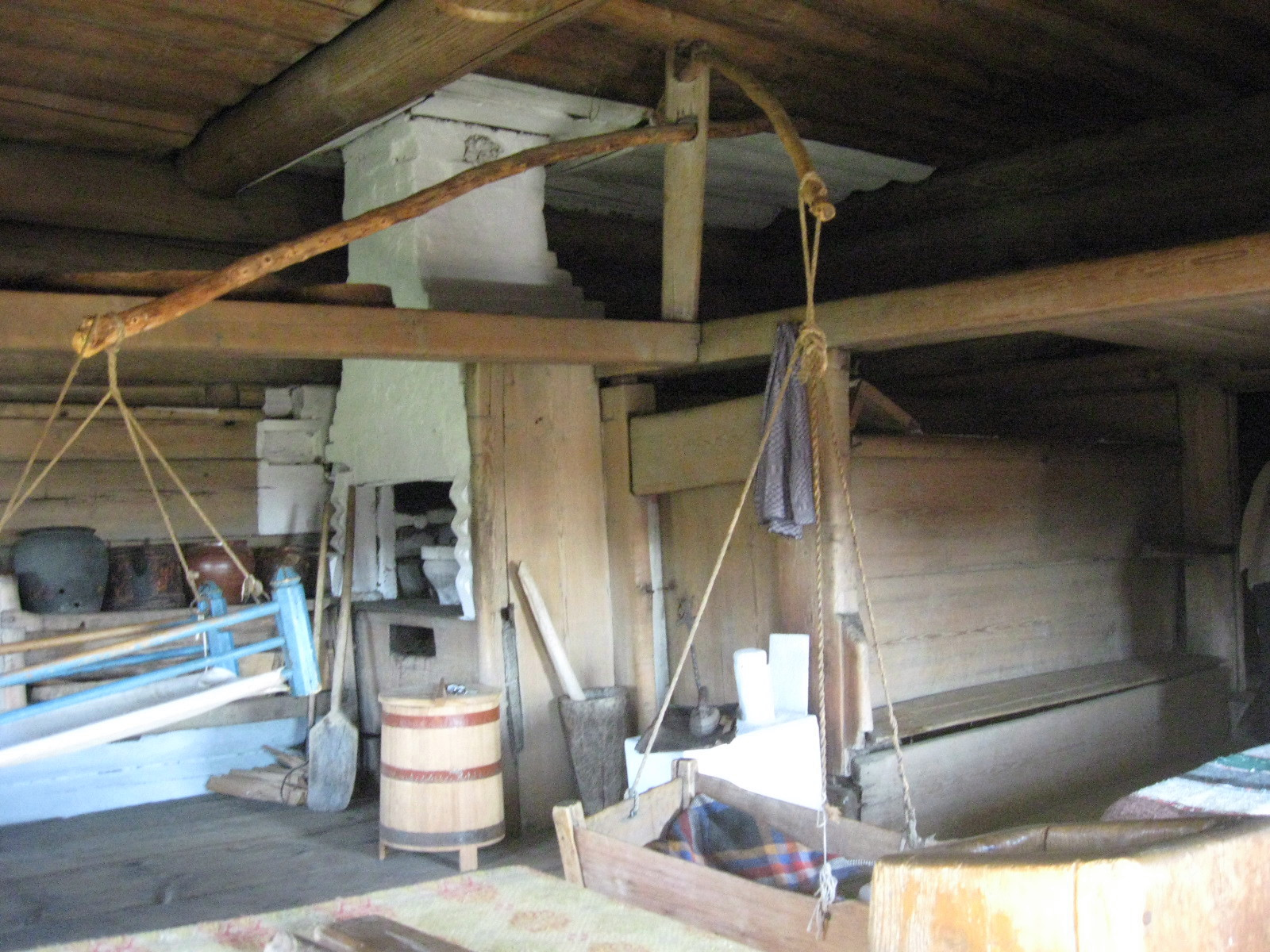
Піл у російській хаті (праворуч зверху). Свердловська обл., Росія

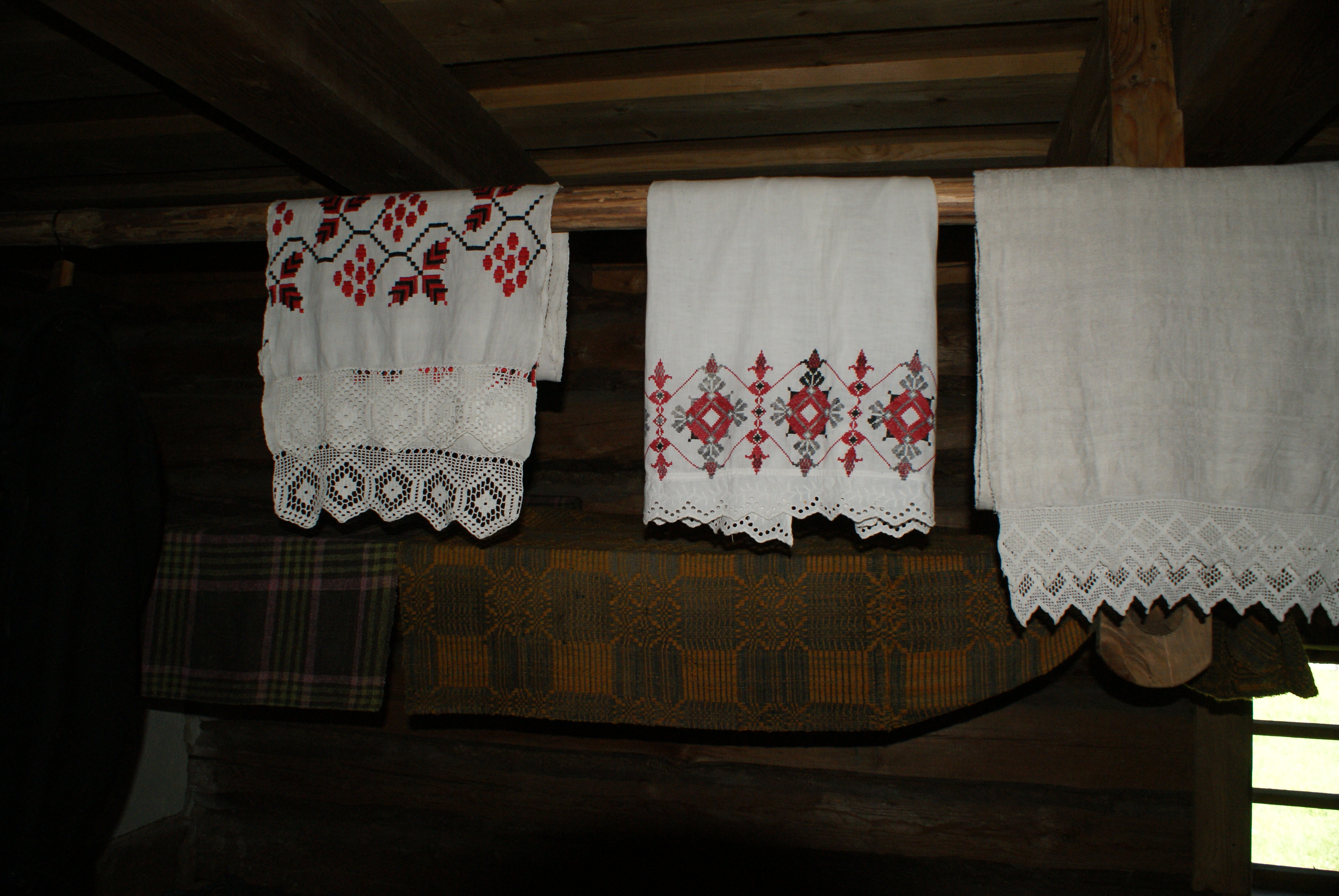
Високий піл (полаті) у білоруській хаті. Полаті, на яких спали діти, були розташовані над полом для дорослих. Білоруський державний музей народної архітектури і побуту

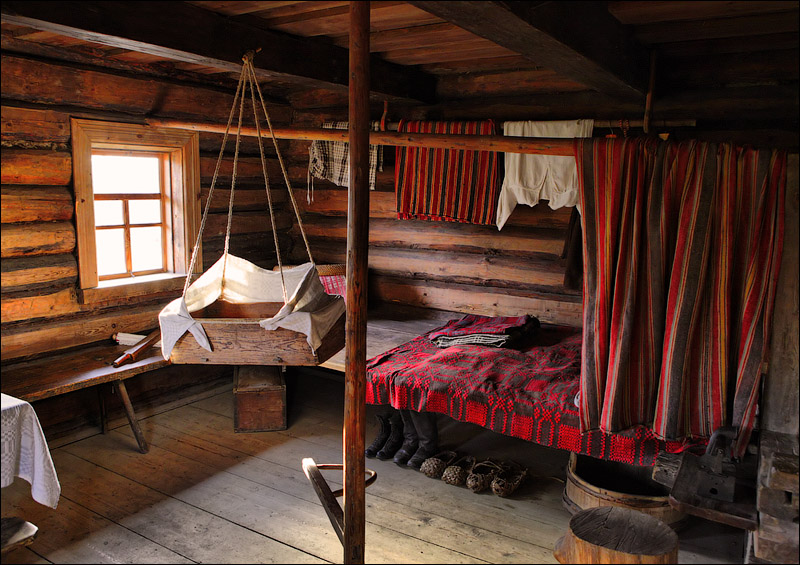
Низький піл у білоруській хаті.

На Півночі східнослов'янських земель, у Росії та Білорусі (біл. палаці, палаткі, рос. полати) розміщався високо, під самою стелею (на відстані близько 80 см від неї). Конструкція російських і білоруських полатей могла бути різною. Зазвичай їх влаштовували у куті двох перехресних стін, три кути полатей примикали до них, а вільний кут закріпляли на вертикальному підвісі — брусі, вробленому верхнім кінцем у сволок, або кріпили на стовпчику (який міг бути частиною конструкції голбця). У білоруських і південноросійських хатах влаштовували водночас і високий піл під стелею («полаті») і низький піл.
На території Росії слово «полати» могло вживатись також щодо:
- Полиці під стелею для зберігання хатніх речей (на зразок антресолей)[6];
- Мисливського помосту на гіллі дерев для чатування звіра[16];
- Помосту на великому човні[16];
- Майданчика на внутрішньому боці фортецевого муру, призначеного для оборонців[6];
- Взагалі як позначення настилу, помосту з дощок[16].

У культовому зодчестві «полаті» — невеликий храм у приміщенні бокового вівтаря основної церкви, який влаштовувався на рівні її хорів.